# György Komoróczy
György Komoróczy (n. 14 aprilie 1909, Cavnic, România – d. 23 martie 1981, Debrețin, Ungaria) a fost un istoric, polonist și arhivist-șef maghiar.

## Biografie
S-a născut într-o familie de confesiune reformată în Cavnicul ce aparținea atunci comitatului Sătmarului. Casa părintească i-a deschis drumul către o carieră intelectuală și un interes pentru administrația publică. Și-a terminat studiile gimnaziale la Liceul Reformat din Budapesta, unde a câștigat un concurs de studii istorice. Și-a continuat studiile universitare din 1928 până în 1932 la Universitatea „Péter Pázmány” din Budapesta, cu specializarea istorie-geografie, A devenit între timp și student al Colegiului Eötvös, unde a fost elev al lui Sándor Domanovsky, iar colegii săi l-au considerat un student foarte informat și harnic.
Între 1932-1934 a desfășurat cercetări arhivistice în Polonia cu o bursă de stat. În 1934 a fost angajat ca arhivist în Arhiva Națională din Ungaria prin intermediul Comitetului Național al Absolvenților Șomeri (ÁDOB). În 1935 a cercetat în Viena, iar în 1937 în arhivele cehoslovace.
În 1940, a fost numit arhivar șef al județului Abaúj-Torna cu sediul în Cașovia, funcție pe care a deținut-o până în 1944. Apoi a început să servească ca soldat, iar din 1945 până în 1947 a fost prizonier de război în Armenia. La întoarcerea acasă, a devenit din nou arhivar și a fost numit la Szikszó. A devenit șeful Arhivelor Județene Hajdú-Bihar (cunoscute și sub numele de Arhivele Statului Debrețin) în 1950, unde a lucrat timp de 23 de ani. A fost pensionat în 1973 și s-a îmbolnăvit grav în 1978, dar și-a continuat munca până la moarte.
Soția sa, Mária Bisitzky (? – 1988 ), a fost profesoară de liceu, iar fiul lor, Géza Komoróczy, a fost, la fel ca tatăl, istoric.

## Opera
În calitate de șef al arhivelor, a gestionat colecția documentelor istorice ale județului și le-a făcut consultabile, precum și a lansat importante publicații arhivistice.
Ca istoric, a scris peste 150 de articole, în general de factura istoriei economice și sociale medievale, dar și lucrări de popularizare a științei. Era mai interesat de Polonia când era tânăr. Teza lui de doctorat a fost despre gestiunea proprietății lui Tamás Nádasdy (1932). Lucrarea sa cea mai semnificativă despre istoria economică a fost despre exporturile de vin din Ungaria (1944). 
Ca istoric local, a editat monografii, a pregătit studii și descrieri ale surselor și, în special, s-a ocupat mult de istoria Debreținului și a Hajdú. Lucrarea sa a acoperit și probleme metodologice, a scris și despre formarea fondurilor și educația arhiviștilor. În plus, compania participă la activitatea organizației județene TIT.

## Lucrări principale
- Tamás Nádasdy și al XVI-lea. administrarea unei moșii maghiare în secolul al XIX-lea (Bp., 1932)
- Polonia de astăzi (Bp., 1937)
- Comerț și industrie în epoca Sfântului Ștefan (Bp., 1938)
- Istoria comerțului maghiar (Bp., 1942)
- Vinul nostru exportă în nord. Capitol din istoria comerțului maghiar (Kassa, 1944)
- Istoria Debreținului până la eliberare (Tabloul economic și social al orașului) (Debrețin, 1955)
- 100 de ani de învățământ superior agricol la Debrețin (ed., Bp., 1968)
- Istoria locală a județului Hajdú-Bihar 1945-1968 (Debrecen, 1969)
- Administrația orașului în Debrețin până în 1848 (Debrețin, 1969)
- Povestea lui Hajdúdorog (ed., Debrecen, 1971)
- Trecutul și prezentul lui Hajdúhadház (coautor, ed., Debrecen, 1972)
- Povestea lui Sarkad (coautor, ed., Debrecen, 1972)
- Hărți manuscrise Hajdú-Bihar (ed., Debrecen, 1972)
- Izvoarele arhivistice ale istoriografiei locale (I-III., Debrecen, 1972-76)
- Carte de lectură istorică Hajdú-Bihar (ed., Debrecen, 1973)
- Debrețin din epoca reformei (Debrețin, 1974)